# Geofu
『Geofu』（ギューフ）は、日本の歌手・Soweluの1枚目のオリジナル・アルバム。2003年6月25日発売。発売元はDefSTAR RECORDS。

## 解説
- タイトルの「Geofu」はルーン文字で贈り物 gift・天性の才能・愛情を意味する。
- オリコンチャートでは初登場5位、最高位4位を記録。

## 収録曲
1. shine
作詞：Manbo／作曲：marhy／編曲：URU
2. Fortune
作詞：YOSHIKA／作曲・編曲：OCTOPUSSY
3. Rainbow (Original Mix)
作詞：Sowelu、Adya／作曲：櫻井真一／編曲：URU
4. across my heart
作詞：Barry Eastmond、Kenny Lerum、jam／作曲：Barry Eastmond、Kenny Lerum／編曲：Jack Russell、Philip Woo
5. I Wanna Know
作詞：YOSHIKA／作曲・編曲：OCTOPUSSY
6. beautiful dreamer (album version)
作詞：OSANAI MAI、宇多丸／作曲：YANAGIMAN／編曲：TICA、YANAGIMAN
7. Part of me
作詞：Sowelu／作曲・編曲：山本拓夫
8. CC
作詞：jam／作曲：森元康介／編曲：I.S.O.
9. Can't Take My Eyes Off Of You
作詞：ボブ・クルー／作曲：ボブ・ゴーディオ／編曲：URU
フランキー・ヴァリのカバー
10. call my name
作詞：mavie／作曲・編曲：Phillp Woo
11. my dear
作詞：Sowelu、Adya／作曲：嶋田吉隆／編曲：松浦晃久
12. breath ～想いの容量～
作詞・作曲：H（eichi）／編曲：柿崎洋一郎

## タイアップ
| 楽曲                          | タイアップ                                             |
| ----------------------------- | ------------------------------------------------------ |
| Part of me                    | accesorry「“PePe”Xmas 2002」CMソング（北海道地区限定） |
| Rainbow                       | フジテレビ系ドラマ『熱烈的中華飯店』主題歌             |
| Breath～想いの容量～          | JFN「ECOLOMUSICキャンペーン」タイアップソング          |
| Fortune                       | TBS系「CDTV」2003年5月度オープニングテーマ             |
| shine                         | みずほ銀行「スクラッチ」CMソング                       |
| Can't Take My Eyes Off Of You | ダイハツ工業「MAX」CMソング                            |